# Cirrospilus setipes
Cirrospilus setipes är en stekelart som beskrevs av Askew 1982. Cirrospilus setipes ingår i släktet Cirrospilus och familjen finglanssteklar.
Artens utbredningsområde är Madeira. Inga underarter finns listade i Catalogue of Life.